# Southsea
Pour l’article homonyme, voir Southsea (Pays de Galles).
 (février 2025).
Si vous disposez d'ouvrages ou d'articles de référence ou si vous connaissez des sites web de qualité traitant du thème abordé ici, merci de compléter l'article en donnant les références utiles à sa vérifiabilité et en les liant à la section « Notes et références ».
Southsea est une station balnéaire située dans la pointe sud de l'île de Portsea dans le comté du Hampshire. Elle fait partie de la banlieue sud de Portsmouth.

## Résidents célèbres
- Arthur Conan Doyle
- Charles Dickens et, après sa mort, Ellen Ternan, sa maîtresse, devenue Mrs Ellen Ternan Robinson
- Peter Sellers
- Herbert George Wells

## Natifs célèbres
- Basil Hall Chamberlain
- Houston Stewart Chamberlain
- Robert Gittings